# ایوانا کوبایاشی
ایوانا کوبایاشی (ژاپنی: 小林 岩魚؛ زادهٔ ۱۷ اکتبر ۱۹۹۶) یک بازیکن فوتبال اهل ژاپن است.
از باشگاه‌هایی که در آن بازی کرده‌است می‌توان به باشگاه فوتبال ونتفورت کوفو اشاره کرد.